# 2010 în informatică
- 2009 în informatică — 2010 în informatică — 2011 în informatică

2010 în informatică a însemnat o serie de evenimente noi notabile:

## Premiul Turing
- Leslie Valiant